# 小行星9500
小行星9500（9500 Camelot）是一颗绕太阳运转的小行星，为主小行星带小行星。该小行星于1973年9月29日发现。

## 轨道参数
小行星9500的轨道半长轴为2.5946676 UA，离心率为0.167。